# Négus de Nevers
Pour le titre de noblesse éthiopien, voir Négus.
Le Négus de Nevers est un caramel mou parfumé au chocolat enfermé dans un caramel dur, né au début du XXe siècle à Nevers, nom donné d'après le negus, titre porté par le souverain éthiopien.

## Historique
Chaque fin d'année la Maison Grelier créait une friandise du nom d'un évènement ou un fait marquant de l'année. En 1902, en juillet, la visite en France du ras (équivalent de duc) et général éthiopien Mekonnen, auréolé de sa victoire contre les Italiens, fut remarquée et commentée par la presse mais dont une partie lui attribua erronément le titre de négus, titre porté par le souverain d'Éthiopie, alors Menelik II qui était le cousin de Mekonnen et qui lui n'est jamais venu en France. Le nom de négus fut donc donné au bonbon. 
Contrairement à ce qui est avancé aujourd'hui ,, le bonbon vient de la visite du dirigeant éthiopien à Paris et non à Nevers, cette dernière n'étant attestée par aucune source.[réf. nécessaire]
Le succès de cette friandise poussera la confiserie à changer de nom pour s'appeler « Au Négus », nom qu'elle porte toujours aujourd'hui. En 1909, Henri Hiriart, un ouvrier de la confiserie, la rachète, et elle restera dans sa famille pendant quatre générations, avec successivement aux commandes, son fils Charles, sa petite fille Denise et son arrière-petit-fils Alain. La confiserie a été revendue à la société chocolatière Ménard en novembre 2013.

## Description
Le Négus est un caramel mou parfumé au chocolat enfermé dans un caramel dur. Son alter ego parfumé au café s'appelle l'Abyssin. Les caramels sont présentés dans une boîte ronde en fer, avec une écriture stylisée et dorée sur fond vert.